# Ospedale di Circolo e Fondazione Macchi
L'Ospedale di Circolo è il più grande ospedale di Varese e fa parte dell’ASST Sette Laghi.
Dal 1995 è una struttura ospedaliera di rilievo nazionale e alta specializzazione.
Dal 1975 ha ospitato la seconda facoltà di Medicina e Chirurgia dell'Università di Pavia che dal 1998 è parte integrante della nuova Università degli Studi dell'Insubria.

## Storia
L'ospedale di Circolo esiste da 800 anni: il primo insediamento ospedaliero risale al 1173 sulle colline di Bosto per opera di una comunità religiosa dedita all'assistenza di poveri e malati mentali. Nel '400 fu creato il lazzaretto e in seguito lo spedale di San Giovanni Evangelista. Nel '500 nacque l'ospedale dei Poveri, al centro del borgo, ampliatosi poi in Civico o Luoghi Pii uniti, fino al 1848, quando Varese poté ottenere 93 posti letto per degenza. Dall'800, Varese divenne luogo d'incontri e di studi per scienziati e illustri clinici: Sacco, Bizzozero, Riva Rocci e Golgi. Nel 1929 l'ospedale si insediò stabilmente in quello che era il parco della villa del tenore Francesco Tamagno.

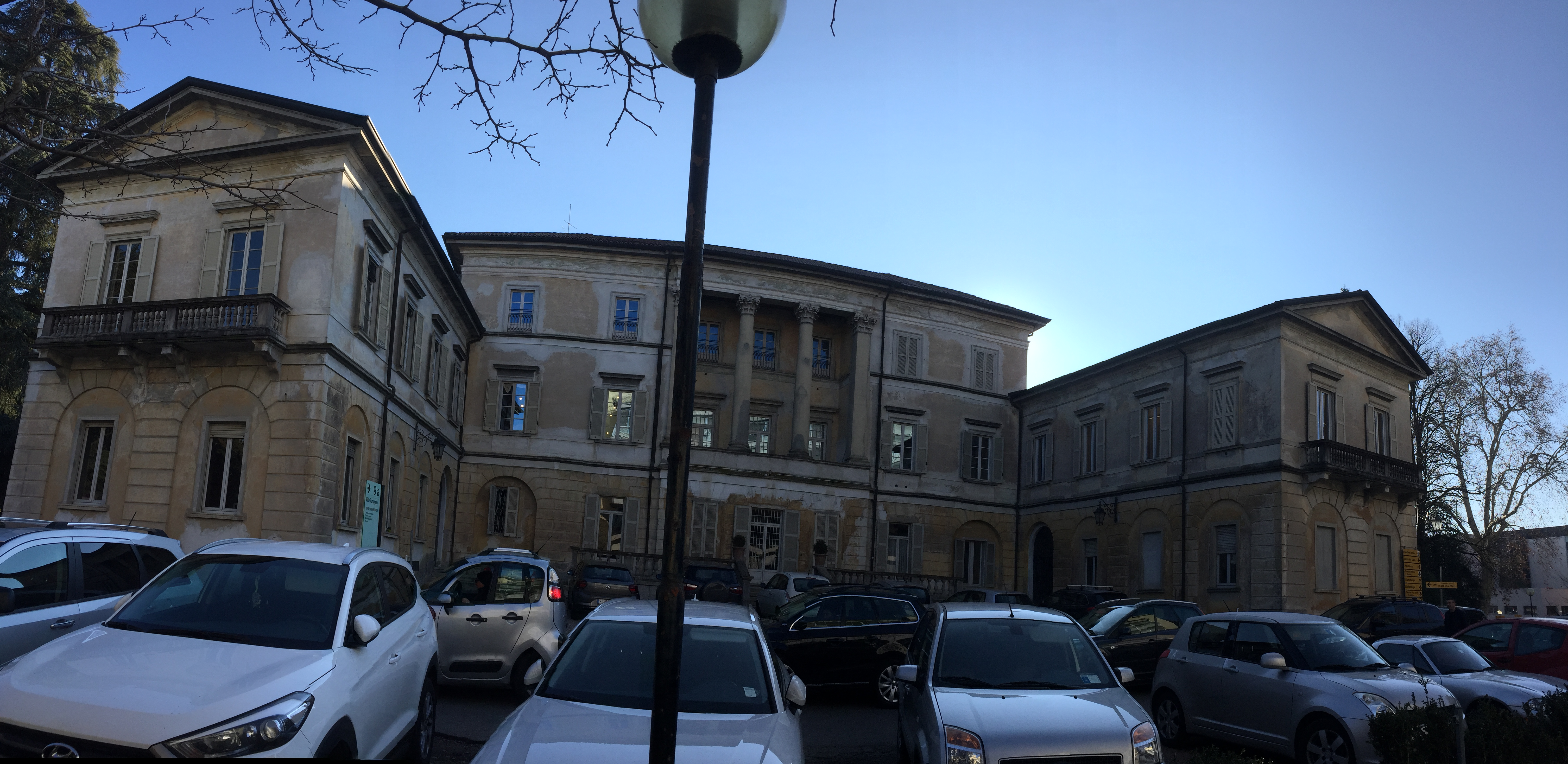
Villa Tamagno, già residenza del celebre tenore, poi trasformata nella direzione amministrativa dell'ospedale

## L'ospedale oggi
L'ospedale è una struttura ospedaliera riconosciuta di rilievo nazionale e ad alta specializzazione nel 1995. Una nota interessante, dal 1995 in poi tutto il reparto ginecologia, ostetricia e maternità sono stati trasferiti all'Ospedale Filippo del Ponte, sempre di Varese. Infatti, con la legge regionale 31 dell'11 luglio 1997, è stata costituita l’Azienda Ospedaliera, competente per le attività di ricovero e specialistiche per la pediatria in quest'ultimo e venendo annesso al gruppo dell'Ospedale del Circolo come unica struttura ospedaliera. Gli ultimi nati all'ospedale del Circolo è stata la classe 1995.
1998 l'ospedale è sede del triennio clinico e della Microbiologia e Biochimica clinica della facoltà di Medicina e Chirurgia dell'Università degli Studi dell'Insubria istituita in quell'anno. Nel marzo 2007 è stato inaugurato il nuovo monoblocco. Inoltre, è sede del dipartimento di Medicina clinica e sperimentale - DMCS dell'Università degli Studi dell'Insubria.

### ASST Sette Laghi
L'ASST gestisce:
|                       | Nome                                           | Città                                                                                                |
| --------------------- | ---------------------------------------------- | --- |
| Presidio di Varese    | Ospedale di Circolo e Fondazione Macchi        | Varese                                                                                               |
| Presidio di Varese    | Ospedale Filippo del Ponte                     | Varese                                                                                               |
| Presidio di Varese    | Ospedale di Cuasso al Monte                    | Cuasso al Monte                                                                                      |
| Distretto del Verbano | Ospedale Causa Pia Luvini                      | Cittiglio                                                                                            |
| Distretto del Verbano | Ospedale Luini Confalonieri                    | Luino                                                                                                |
|                       | Ospedale Carlo Ondoli                          | Angera                                                                                               |
| Distretto di Tradate  | Ospedale Galmarini                             | Tradate                                                                                              |
|                       | PRESST (Presidio Socio Sanitario territoriale) | Arcisate                                                                                             |
| Rete territoriale     | poliambulatori                                 | Gavirate, Varese,                                                                                    |
|                       | ambulatori specialistici e centri prelievo     | Azzate, Comerio, Gazzada Schianno, Lavena Ponte Tresa, Viggiù, Varano Borghi, Sesto Calende, Malnate |